# Années 1090 av. J.-C.
Les années 1090 av. J.-C. couvrent les années de 1099 av. J.-C. à 1090 av. J.-C.

## Événements
- 1100-1083 av. J.-C.[1] : règne de Marduk-nadin-ahhe, roi de Babylone. Lors de l'an 13 de son règne, le roi d'Assyrie  Teglath-Phalasar Ier lance un raid sur Babylone et incendie son palais[2].

- 1092 av. J.-C. (an 19 du règne de Ramsès XI) : le vice-roi de Nubie Panéhésy est chassé de Thèbes par le général Hérihor et se retire à Aniba où il se rend indépendant[3]. Ramsès XI, le pharaon légitime, inaugure « l’ère de Renaissance »  de « renouvellement des naissances » (ouhem mesout (en), parallèle au cycle du règne, conçue comme une restauration de l’ordre cosmique. Hérihor, devenu Grand prêtre d’Amon à Karnak, gouverne la Thébaïde tandis que Smendès administre le Delta depuis la résidence royale de Pi-Ramsès[4].